# Bains de la Motta

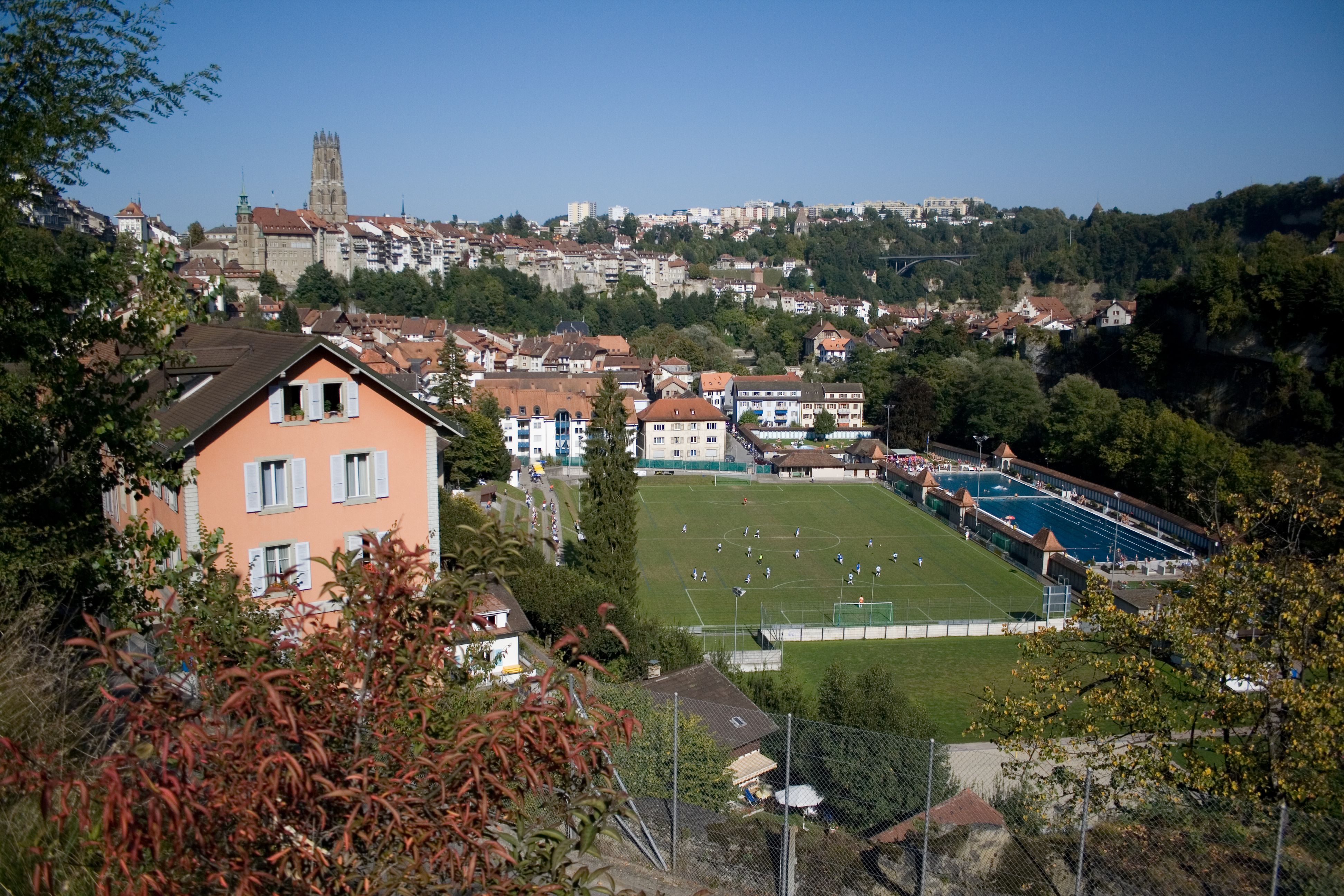
La Basse-ville de Fribourg avec les bains de la Motta sur la droite.

Les bains de la Motta sont des bains publics, situés dans la ville de Fribourg, en Suisse.

## Localisation
Les bains se situent au bord de la Sarine, non loin du pont homonyme, à l'entrée de la ville de Fribourg. 

## Histoire

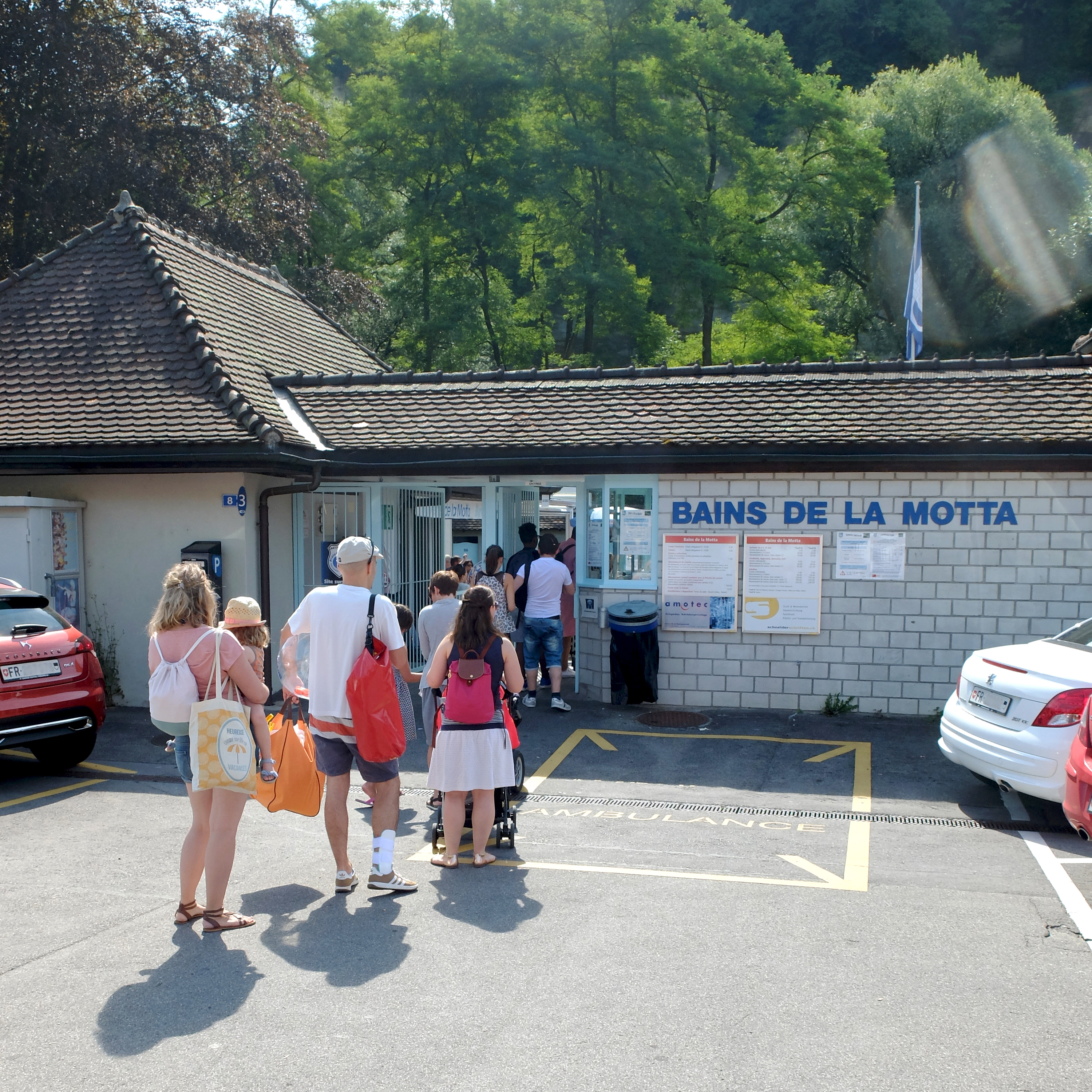
Entrée des bains de la Motta en 2016.

Les bains de la Motta sont ouverts en 1923, sur décision des bourgeois de la ville dans le but officiel d'apprendre l'hygiène au peuple. De fait, la principale raison semble être de vouloir éviter que les nombreux baigneurs de la Sarine se promènent sous les fenêtres toutes proches des Sœurs de la Maigrauge. 
La piscine est alors enfermée par de hauts murs et constamment surveillée. De plus, le prix d'accès étant bien trop élevé pour les familles ouvrières, celles-ci continueront longtemps à se baigner dans la Sarine. 
Dans les bains, les femmes ont été séparées des hommes en attribuant des horaires différents aux deux sexes jusque dans les années 1940, lorsque la mixité fut imposée par une décision du Tribunal fédéral.